# 퀸데킴비리 사크리스 파키운디스
퀸데킴비리 사크리스 파키운디스(quindecimviri sacris faciundis)는 성직 의무를 지닌 15명(quindecim)으로 구성된 단체 (콜레기움)이다. 이들은 시불라 예언집을 지키는 일을 맡았으며, 원로원의 요청으로 이 예언집을 찾아보고 해석하였다. 또한 로마에 전래된 외부 신들에 대한 종교 행사를 주관하기도 했다.
본래 이들의 업무는 파트리키 신분 2명 (두움비리)이 하였다. 이 수는 기원전 367년에 리키니우스-섹스티우스 법에 따라 10명이 늘어났고, 또한 이 법에 따라 플레브스 출신 사제들이 절반을 이뤄야만 했다. 공화정 중엽에, 사제단의 수는 호선을 통해 공식화되었다.
기원전 3세기 어느 시점에, 퀸데킴비리를 포함한 일부 사제단들이 트리부스 민회를 통해 선출되기 시작했다.